# Рутенийтринеодим
Рутенийтринеодим — бинарное неорганическое соединение
неодима и рутения
с формулой Nd3Ru,
кристаллы.

## Получение
- Сплавление стехиометрических количеств чистых веществ:

{\displaystyle {\mathsf {3Nd+Ru\ {\xrightarrow {880^{o}C}}\ Nd_{3}Ru}}}

## Физические свойства
Рутенийтринеодим образует кристаллы
тетрагональной сингонии, пространственная группа P nma, параметры ячейки a = 0,7355 нм, b = 0,9675 нм, c = 0,6406 нм, Z = 4,
структура типа карбида трижелеза Fe3C
.
Соединение образуется по перитектической реакции при температуре 880°C .